# Кислино (Курская область)
Кислино — хутор в Курском районе Курской области России. Входит в состав Рышковского сельсовета.

## География
Хутор находится в центральной части Курской области, в пределах южной части Среднерусской возвышенности, в лесостепной зоне, при автодороге М2, на расстоянии примерно 2 километров (по прямой) к югу от города Курска, административного центра района и области. Абсолютная высота — 191 метр над уровнем моря.

### Улицы
В хуторе улицы: переулок 1-й Лермонтова, переулок 2-й Лермонтова, 8 марта, Авангардная, Арктическая, Ахматовой, Беговая, Безымянная, Берёзовая, Благополучная, Бумажная, Варшавская, Ватутина, Весёлая, Вишнёвая, Вознесенская, Восточная, Гагарина, Гоголя, Гончарная, Гороховая, Гранитная, Донская, Елисеева, Есенина, Жуковского, Заповедная, Зелёная, Изумрудная, Казанская, Калинина, Кирпичная, Колхозная, Комплексная, Космонавтов, Ленина, Лермонтова, Лесная, Льва Толстого, Любимая, Мастеровая, Маяковского, Мирная, Народная, Некрасова, Новая, Ольховая, переулок Островского, Песочная, Победы, Полевая, Прогонная, Просторная, Пушкина, Садовая, Светлая, Свободная, Славянская, Советская, Счастливая, Тихая, Тульская, Удачная, Успешная, Фета, Фруктовая, Цветаевой, Центральная, Чехова и Южная.

### Климат
Климат характеризуется как умеренно континентальный, с относительно жарким летом и умеренно холодной зимой. Среднегодовая температура воздуха — 5,5 °С. Средняя температура воздуха самого тёплого месяца (июля) — 18,7 °C (абсолютный максимум — 37 °С); самого холодного (января) — −9,3 °C (абсолютный минимум — −35 °С). Безморозный период длится около 152 дней. Среднегодовое количество атмосферных осадков составляет 587 мм, из которых 375 мм выпадает в период с апреля по октябрь. Снежный покров образуется в первой декаде декабря и держится в среднем 125 дней.

### Часовой пояс
Хутор Кислино, как и вся Курская область, находится в часовой зоне МСК (московское время). Смещение применяемого времени относительно UTC составляет +3:00.

## Население
| 2002 | 2010 |
| ---- | ---- |
| 449  | ↗504 |

### Половой состав
По данным Всероссийской переписи населения 2010 года в половой структуре населения мужчины составляли 48,2 %, женщины — соответственно 51,8 %.

### Национальный состав
Согласно результатам переписи 2002 года, в национальной структуре населения русские составляли 98 %.

## Инфраструктура
Личное подсобное хозяйство. В хуторе 1535 домов.

## Транспорт
Кислино находится в 2 км от автодороги межмуниципального значения 38Н-416 (Курск — Петрин), на автодороге 38Н-419 (38Н-416 — Кислино — Кукуевка), в 2 км от ближайшей ж/д станции Рышково (линия Льгов I — Курск).
В 112 км от аэропорта имени В. Г. Шухова (недалеко от Белгорода). в 4 км от Курского аэропорта. В 1 км от самой большой онкобольницы и учебной аэродрома ДОСААФ .